# Гіперсолоне озеро

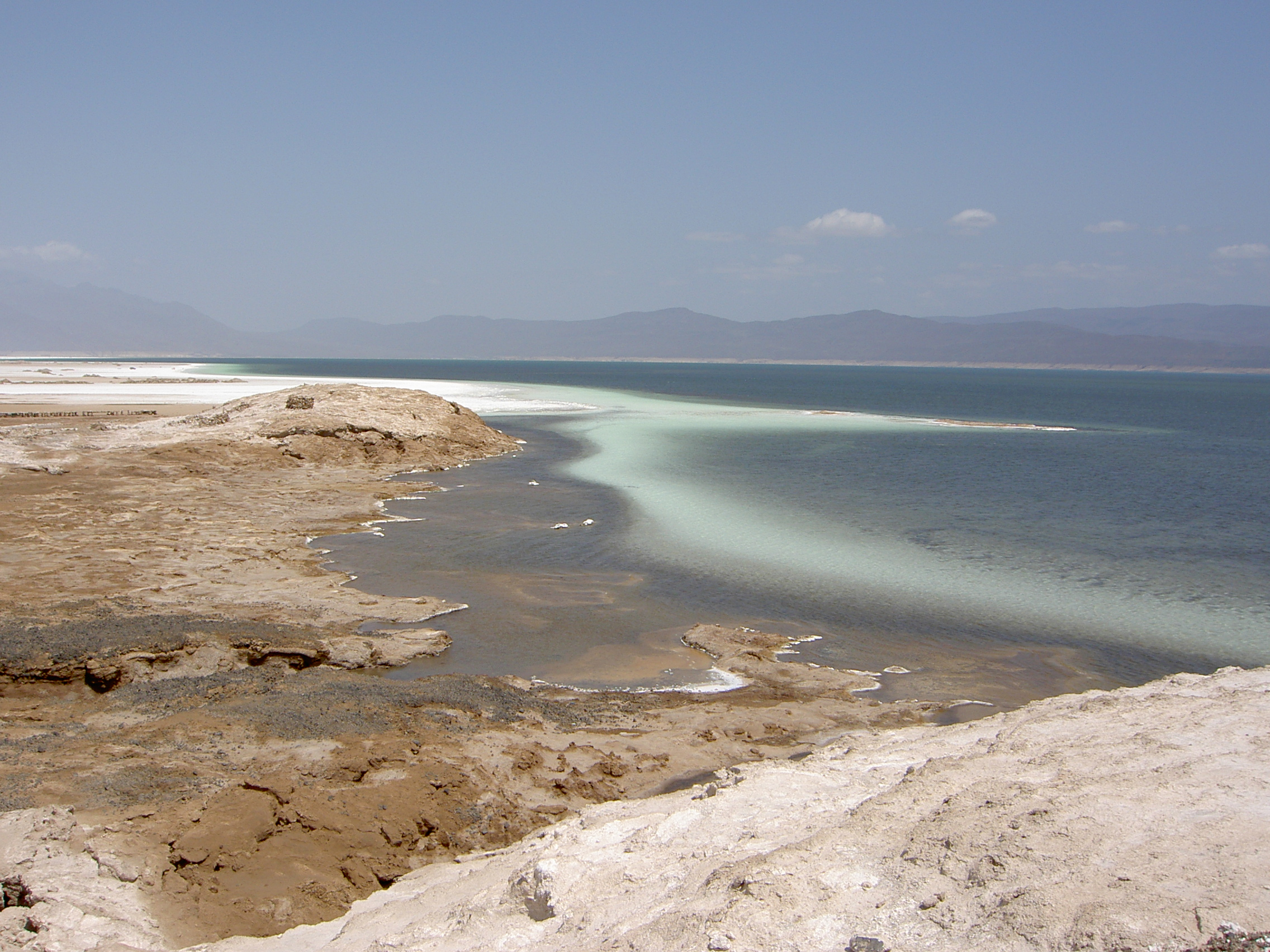
Озеро Ассаль, одне з найсолоніших озер за межами Антарктиди

Гіперсолоне озеро — водойма, що не має виходу до моря, що містить значну концентрацію хлориду натрію або інших солей, причому рівень сольового розчину перевищує рівень океанічної води (3,5%, тобто 35 грамів на літр).
У цих середовищах із високою солоністю процвітають конкретні мікробні види, непривітні для більшості форм життя. Деякі з цих видів потрапляють у сплячий стан при десикації, а деякі види вважаються вижившими понад 250 мільйонів років. 
Вода гіперсолоних озер має велику плавучість завдяки високому вмісту солі. 
Гіперсолоні озера є на всіх континентах, особливо в посушливих або напівпосушливих регіонах. 
В Арктиці канадська льодовикова шапка Девон містить два підльодовикових озера, які є гіперсолоними.  В Антарктиді є більші гіперсолоні водойми, озера в сухих долинах Мак-Мердо, такі як озеро Ванда, із солоністю понад 35% (тобто в 10 разів солоніше, ніж вода в океані). 
Найсолоніша водойма в світі - ставок Гает'але, розташований в западині Данакіль в Афар, Ефіопія. Вода ставку Гает'але має солоність 43% (тобто в 12 разів солоніша, ніж вода в океані), що робить його найсолонішою водоймою на Землі. 